# Delphinium bhutanicum
Delphinium bhutanicum är en ranunkelväxtart som beskrevs av Philip Alexander Munz. Delphinium bhutanicum ingår i släktet storriddarsporrar, och familjen ranunkelväxter. Inga underarter finns listade i Catalogue of Life.